# Reserva Histórica Etnográfica del Estado de Gala
Gala- Reserva Estatal de Historia y Etnografía es un complejo de museos en Bakú, Azerbaiyán. Dentro de este lugar hay tres museos: Museo de Arqueología y Etnografía (al aire libre), Museo de Castillo (al aire libre) y el Museo de Antigüedades. Los vehículos se ofrecen a los visitantes debido al área espaciosa de museos. Existen las visitas en lenguas diferentes: azerí, ruso, inglés, alemán y francés.
El área del museo es 1.5 ha y tiene pinturas rupestres, cerámica, artículos domésticos, joyas, las armas y monedas que pertenecen a las épocas antiguas de Azerbaiyán. En este museo hay más de 2,000 monumentos arqueológicos y arquitectónicos – los montículos, los poblamientos antiguos, los lugares de entierro que data de muchos miles de años.
La reserva se estableció en el año de 2008 bajo el patrocinio de la Fundación de Heydar Aliyev. Se encuentra localizada en Gala, 40 km lejos de Bakú y lleva el nombre de este distrito. Gala- Reserva Estatal de Historia y Etnografía se dedica a la historia de la Península de Absheron. Este museo describe el estilo de vida de los azerbaiyanos desde la antigüedad hasta Edad Media.
Puede encontrarse aquí un tandoor del siglo XVIII, dos pasos subterráneos que pertenecen a los siglos X y XV, las tiendas portátiles, viejas casas de piedra y de paja con cúpulas, herrería vieja, taller de cerámica y trilladora. Todo estos pueden ser tocados y fotografió.